# Thomas Laybourn
Thomas Laybourn (Copenhague, 30 de septiembre de 1999) es un deportista danés que compitió en bádminton, en la modalidad de dobles mixto.
Ganó una medalla de oro en el Campeonato Mundial de Bádminton de 2009 y tres medallas en el Campeonato Europeo de Bádminton entre los años 2006 y 2012.
Participó en dos Juegos Olímpicos de Verano, ocupando el quinto lugar en Pekín 2008 y el quinto en Londres 2012, en la prueba de dobles mixto.

## Palmarés internacional
| Campeonato Mundial | Campeonato Mundial       | Campeonato Mundial | Campeonato Mundial |
| Año                | Lugar                    | Medalla            | Prueba             |
| ------------------ | ------------------------ | ------------------ | ------------------ |
| 2009               | Hyderabad (India)        | Medalla de oro     | Dobles mixto       |
| Campeonato Europeo |                          |                    |                    |
| Año                | Lugar                    | Medalla            | Prueba             |
| 2006               | Den Bosch (Países Bajos) | Medalla de oro     | Dobles mixto       |
| 2010               | Mánchester (Reino Unido) | Medalla de oro     | Dobles mixto       |
| 2012               | Karlskrona (Suecia)      | Medalla de bronce  | Dobles mixto       |